# 卡尔·门克
卡尔·门克（德語：Carl Menke，1906年7月3日—？），德国男子曲棍球运动员。他曾代表德国参加1936年夏季奥林匹克运动会曲棍球比赛，获得一枚银牌。他也曾获得1940年全国锦标赛冠军。